# Dublin Film Critics' Circle
Le Dublin Film Critics' Circle est une association de critiques de cinéma irlandaise fondée en 2006.
Elle remet chaque année les Dublin Film Critics' Circle Awards récompensant les meilleures productions irlandaises de l'année.

## Catégories de récompense
- Prix DFCC (DFCC Award)
- Meilleur film (Best Film)
- Meilleur réalisateur (Best Director)
- Meilleur acteur (Best Actor)
- Meilleure actrice (Best Actress)
- Meilleur artiste (Breakthrough Artist)
- Meilleur artiste international (Breakthrough Artist - International)

## Palmarès 2006

### Meilleur acteur dans un second rôle
- Adam Beach pour le rôle de Ira « Chef » Hayes dans Mémoires de nos pères (Flags of Our Fathers)

## Palmarès 2007

### Meilleure révélation de l'année
- Shia LaBeouf pour le rôle de Kale Brecht dans Paranoïak
- Shia LaBeouf pour le rôle de Sam Witwicky dans Transformers

## Palmarès 2009

### Meilleur film
- Entre les murs •  France

### Meilleure actrice
- Yolande Moreau pour le rôle de Séraphine Louis dans Séraphine

### Meilleur film de la décennie
- Lettres d'Iwo Jima (Letters from Iwo Jima) (硫黄島からの手紙 - Iô-Jima kara no tegami)

## Palmarès 2010

### Meilleur film
- Un prophète

### Meilleur réalisateur
- Jacques Audiard pour Un prophète

### Meilleur acteur
- Tahar Rahim pour le rôle de Malik El Djebena dans Un prophète

## Palmarès 2018

### Meilleur film
- Sans un bruit (A Quiet Place) (5e place - ex æquo avec Faute d'amour)
- Faute d'amour (Нелюбовь, Nelioubov) (5e place - ex æquo avec Sans un bruit)

## Palmarès 2022

### Meilleur artiste international
- Amber Midthunder pour le rôle de Naru dans Prey